# Ironus papuanus
Ironus papuanus is een rondwormensoort uit de familie van de Ironidae.